# Ediacara-Fauna

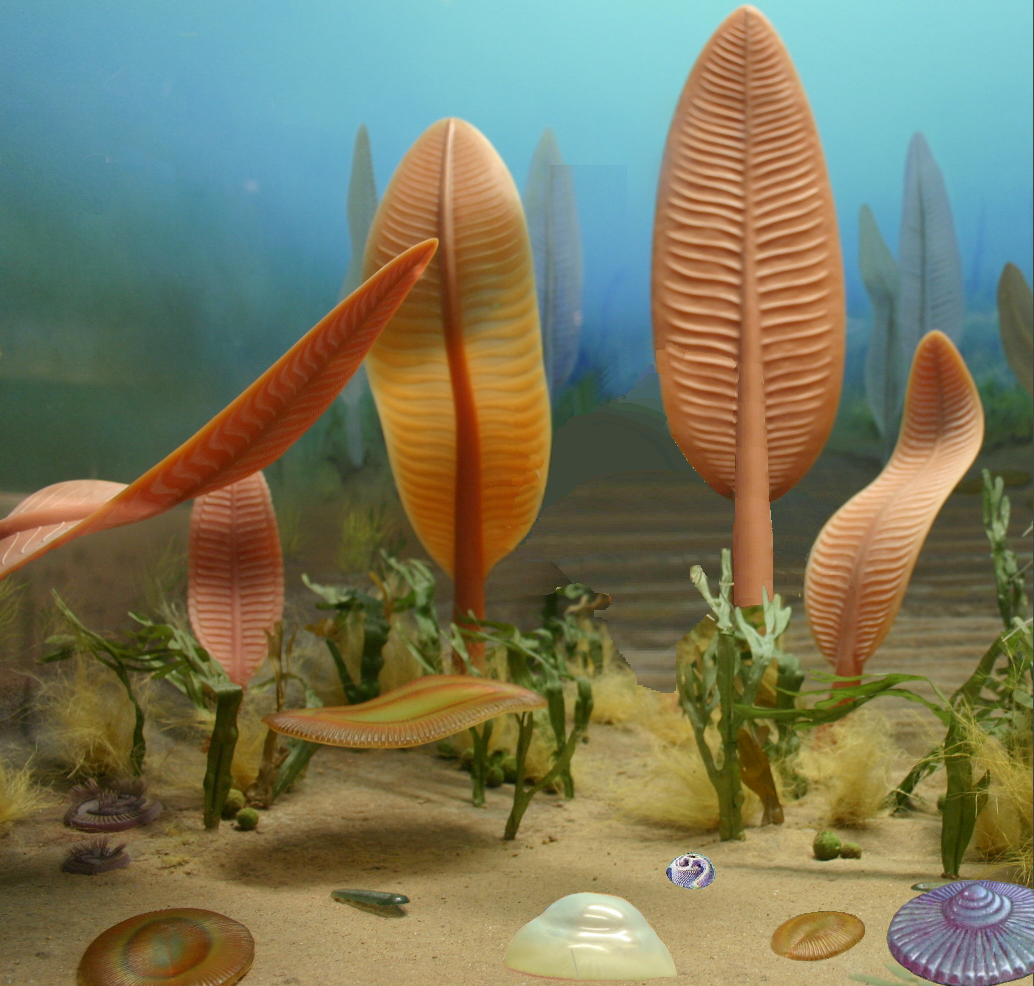
Leben im Ediacarium

Als Ediacara-Fauna werden die Makrofossilgesellschaften aus der Zeit des ausgehenden Proterozoikums vor etwa 580–540 Mio. Jahren bezeichnet.
Es handelt sich um Abdrücke in Schelfsedimenten, die nach dem berühmtesten Fundort, in den südaustralischen Ediacara-Hügeln, benannt wurden. Die Lebewesen, die diese Abdrücke hinterließen, verfügten über keine mineralischen, fossil erhaltungsfähigen Hartteilskelette. Bei den Vertretern der Ediacara-Fauna handelt es sich vermutlich um vielzellige Tiere (Metazoa). Die systematische Zuordnung der Ediacara-Lebewesen ist aber bis heute umstritten.

## Zeitliche Erstreckung

### Erstes Auftreten
Der genaue Zeitpunkt des Auftretens der Ediacara-Fauna als einer Makrofossilgemeinschaft ist bis heute nicht gesichert. Dies war der wesentliche Grund dafür, dass der Beginn des Ediacariums als stratigraphische Einheit nicht durch das Auftreten von Fossilien (Biostratigraphie), sondern durch ein klimatisches Ereignis, das Ende der Marinoischen Eiszeit (auch: Varanger-Eiszeit), vor etwa 635 Millionen Jahren definiert wurde. Diese Eiszeit war ein dramatisches Ereignis, vermutlich die letzte "Schneeball Erde"-Episode, in der mehr oder weniger der gesamte Globus, bis zum Äquator, mit Eis bedeckt war. Ihre einschneidende Bedeutung für das Leben zeigt sich beispielsweise in der Kohlenstoff-Isotopen-Signatur. Autotrophe Organismen präferieren bei der Kohlendioxid-Aufnahme ein wenig das Isotop 12C gegenüber 13C (etwa im Verhältnis 100 zu 98), so dass 12C in der Biomasse angereichert ist. Während der Marinoischen Eiszeit verschob sich das Isotopenverhältnis kurzzeitig in den Sedimenten sehr stark. Dies ist ein indirekter Nachweis dafür, dass zeitweise die Photosynthese-Rate auf der Erde insgesamt stark zurückging. Durch die Eisbedeckung ging die Verwitterung kontinentaler Gesteine massiv zurück, wodurch wenig Kohlendioxid in Verwitterungsprodukten festgelegt wurde. Durch den ansteigenden Kohlendioxid-Gehalt hat sich die Eiszeit vermutlich mehr oder weniger selbst beendet. Über den glazialen Sedimenten liegt daher eine dünne Schicht ausgefällten Kalks bzw. Dolomits (sogenannte Kappen-Karbonate), die in den Sedimenten weltweit erkennbar ist.
Obwohl es aus Kanada und Kasachstan unklare Befunde von runden, „medusoiden“ Abdrücken in prä-marinoischen Sedimenten gibt, bei denen es sich möglicherweise um Abdrücke von Haltescheiben frondomorpher Ediacara-Organismen handeln könnte, treten typische Ediacara-Fossilgemeinschaften erst mit einiger Verzögerung auf, eher in der zweiten Hälfte des Ediacariums. Dass das Leben schon vorher komplexer wurde, zeigen aber andere Fossilien, etwa phosphorisierte Zellen und Zellaggregate (mögliche Embryonen) in der chinesischen Doushantuo-Formation. Auch die Acritarcha, Mikrofossilien unbekannter systematischer Zuordnung, aber wahrscheinlich zumindest teilweise Dauerstadien von Protozoen, wurden fast unmittelbar nach der Marinoischen Eiszeit größer und komplexer. Auch das Alter der ältesten Vertreter der Ediacara-Fauna selbst wurde mehrfach nach oben korrigiert, ist aber immer noch etwa 50 Millionen Jahre vom Ende der Marinoischen Eiszeit entfernt. Als älteste Gemeinschaft komplexerer Fossilien wurde längere Zeit die Fundstelle Mistaken Point auf Neufundland mit etwa 565 plus/minus 5 Millionen Jahre Alter angesehen. Funde von Vertretern der Gattung Charnia aus der neufundländischen Drook-Formation sind aber noch deutlich älter und erreichen etwa 579, nach neueren Datierungen 2016 nur 571 Millionen Jahre Alter. Charnia ist damit das älteste unzweifelhaft überlieferte Fossil der Ediacara-Fauna; diese ältesten Funde erreichen bereits eine Körperlänge bis zu 1,85 Meter. Mit Auftreten bis nahe an die Basis des Kambriums gehört Charnia zugleich zu den jüngsten überlieferten Vertretern der Fauna und blieb offensichtlich mehr als 30 Millionen Jahre morphologisch fast unverändert.

### Das Ende der Ediacara-Fauna
Typische Fossilien der Ediacara-Fauna sind im Fossilbericht des Kambriums, von wenigen Zweifelsfällen abgesehen, nicht mehr vertreten. Es gibt wenige Berichte über typisch ediacarische Formen in kambrischen Sedimenten in Australien und den USA, diese sind klein, schlecht erhalten und stammen zudem aus frühkambrischen Ablagerungen. In jüngerer Zeit wurden in Süd-China und Kasachstan Fossilgemeinschaften entdeckt, in denen ediacarische mineralisierte Fossilien wie Cloudina mit Vertretern einer kambrischen Small-Shelly-Fauna wie Protoconodontina gemeinsam auftraten. Typischerweise verschwinden die Vertreter der Ediacara-Fauna auch in den Gebieten, in denen durchgehende, fast ungestörte Sedimentabfolgen über die Grenze Ediacarium–Kambrium hinweg aufgeschlossen sind. Die meisten ediacarischen Vertreter scheinen spurlos zu verschwinden, ohne Nachfahren zu hinterlassen. Über die Gründe für den Faunenwechsel ist schon lange spekuliert worden, wobei ganz verschiedene Hypothesen vertreten werden. Eine Hypothese geht davon aus, dass die Ediacara-Fauna nicht plötzlich ausgestorben ist, sondern nur die Bedingungen für ihre Fossilierung nicht mehr gegeben waren. Abdrücke weichhäutiger Makrofossilien in grobkörnigem Sediment, die typisch für das Ediacarium sind, sind aus späteren Epochen unbekannt. Wahrscheinlich war eine besondere Struktur des Ozeanbodens mit relativ stabilen mikrobiellen Matten zu ihrer Erhaltung erforderlich, die es später in dieser Form nicht mehr gab. Da es aber auch kambrische Fossillagerstätten mit zahlreichen Fossilien mit Weichteilerhaltung gibt, glauben die meisten Forscher doch an ein echtes Aussterben. Eine weitere Hypothese nimmt ein echtes Massenaussterben an der Grenze Ediacarium–Kambrium an. Demnach hätte erst das Verschwinden der Ediacara-Fauna die Bühne für die Fauna des Kambrium (die vorher selten und unauffällig gewesen und so kaum fossiliert worden wäre) freigemacht. Ein wichtiges Argument dafür ist, dass ziemlich genau an der Grenze eine Verschiebung im Verhältnis der Kohlenstoff-Isotopen 12C gegenüber 13C weltweit zu beobachten ist, die ein Anzeichen für eine massive Störung des biologischen Kohlenstoffzyklus und Hinweis auf anoxische Verhältnisse im Ozeanboden sein könnte. Dagegen spricht aber, dass es vergleichbare Episoden während des Ediacariums ohne einschneidende Konsequenzen gab; außerdem starben die meisten Vertreter nicht plötzlich an der Grenze zum Kambrium aus, sondern die zu dieser Zeit einzig erhaltene Nama-Gemeinschaft war bereits deutlich an Formen und Arten verarmt. Weitere Hypothesen gehen davon aus, die kambrische Fauna selbst habe die Ediacara-Fauna verdrängt. Entweder seien nun erstmals effektive Prädatoren aufgetreten, die die dagegen schutzlosen Arten schlicht auffraßen, oder der überlegenen Konkurrenz der modernen Fauna wären die Ediacara-Biota nicht gewachsen gewesen.
Am wahrscheinlichsten erscheint heute, dass die Ediacara-Fauna der Veränderung der Lebensräume im Kambrium, die durch eine moderne Fauna herbeigeführt worden war, nicht gewachsen war. Wichtige Innovationen im Kambrium waren zum Beispiel die Evolution effektiv grabender und wühlender Formen, die den Ozeanboden durchpflügten und die stabilen mikrobiellen Matten, die vorher den Grund bedeckten, zerstört haben. Damit verloren die sessilen Frondomorphen vielleicht buchstäblich den Halt. Außerdem traten erst im Kambrium die ersten frei schwimmenden (pelagischen) Tiere auf. Gerade durch winzige, phytophage Zooplankter könnte das Nahrungsnetz der Ozeane umgekrempelt worden sein. Bei den Vertretern der Ediacara-Fauna nimmt man überwiegend die Ernährung durch gelöste organische Substanzen (Osmotrophie) oder durch Abbau der mikrobiellen Matten an. Beides war nun vermutlich nicht mehr möglich.

## Formen
Die Fossilien der Ediacara-Fauna bilden eine charakteristische, relativ artenarme Fossilgemeinschaft. Es wurden etwa 280 Taxa beschrieben, von denen sich etwa die Hälfte später als Spuren, Teile oder Entwicklungsstadien anderer Arten oder sogar als Mikrobenkolonien bzw. anorganische Bildungen herausstellten; es werden also nur etwa halb so viele Arten anerkannt, kaum mehr als etwa 100 bis 120. Ihre Zuordnung zu später lebenden Formen und damit die genaue systematische Einordnung sind durchweg unklar und umstritten. Die meisten früher vorgeschlagenen Zuordnungen zu rezenten Tierstämmen sind später mit guten Argumenten angezweifelt worden. Alle bekannten Formen waren vermutlich bodenlebend (benthisch), die meisten wohl nicht oder kaum aktiv beweglich. Douglas Erwin und Kollegen haben 2011 eine Gliederung der Formen in verschiedene Gruppen vorgeschlagen, die von vielen Wissenschaftlern akzeptiert wurde.

### Rangeomorpha

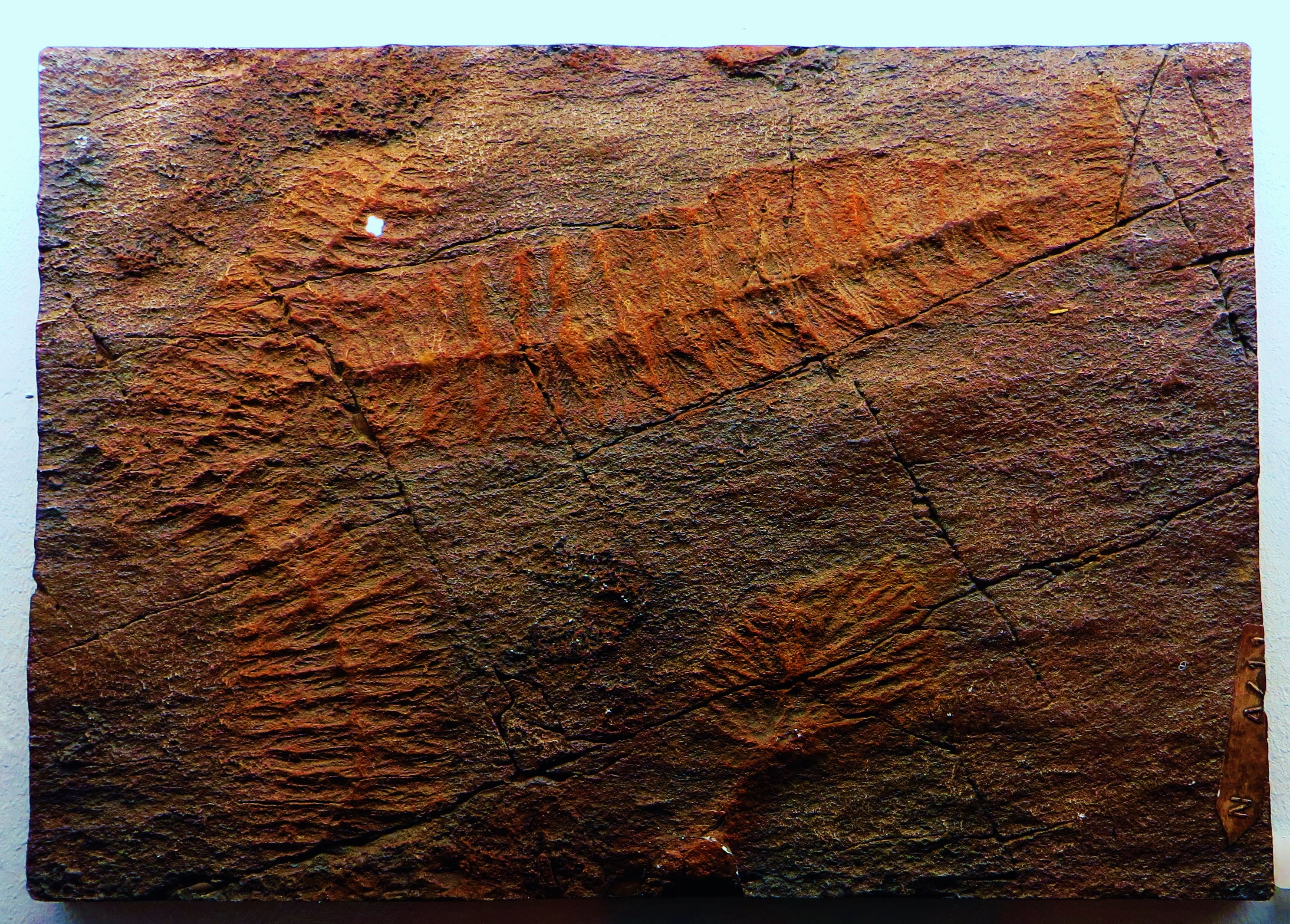
Rangea

Die Rangeomorpha waren modular aufgebaute Organismen. Der ganze Organismus ähnelte oft einem Farnwedel mit zentralem „Stängel“ („frondomorph“). Dieser war aus Ästen zusammengesetzt, von denen jeder wie eine verkleinerte Kopie des Gesamtorganismus aussah, diese wiederum aus kleineren Ästen mit demselben Aufbau ... Der ganze Organismus war also, über drei oder vier Ebenen, fraktal aufgebaut, wobei die Einzelelemente blattförmig in einer Ebene standen oder gegeneinander gedreht waren. Der Gesamtorganismus war oft mehr oder weniger flach, die Hauptäste konnten, wie bei Beothukis, im Winkel zueinander stehen. Rangea war vermutlich mit sechszähliger Symmetrie räumlich um einen zentralen Stiel herum organisiert, so dass sich eine zapfenförmige Gestalt ergab. Die Äste konnten je nach Art frei sein, oder sie waren durch eine Membran miteinander verbunden. Zusammengesetzt waren die Wedel aus verzweigten röhrenförmigen Strukturen. Rangeomorpha standen im Leben unbeweglich aufrecht auf dem Ozeanboden. Sie waren im Boden durch eine knollenförmige Struktur verankert. Sehr oft findet man im Fossilbefund nur die Reste der Verankerung, die runde, manchmal etwas strukturierte Abdrücke im Sediment hinterlassen haben. Diese Abdrücke wurden zuerst als „Medusoide“, als Abdrücke von Quallen fehlinterpretiert. Die verschiedenen Arten unterschieden sich im Verzweigungsmuster und im Aufbau der kleinen Wedel-Elemente, die einseitig oder beidseitig verzweigt sein konnten. Eine Rekonstruktion verschiedener Arten wurde anhand kanadischer Fossilien vorgenommen, Rangea  wurde später nochmals anhand südafrikanischer Fossilien rekonstruiert. Die Gruppe hat ihren Namen nach der zuerst in Namibia gefundenen Gattung Rangea, einem der ersten beschriebenen Ediacara-Fossilien. Den Rangeomorpha werden außerdem die Gattungen Avalofractus, Beothukis, Bradgatia, Charnia, Fractofusus, Frondophyllas, Haspidophyllas, Pectinifrons und Trepassia zugeordnet. Sie wurden zunächst als Seefedern oder Oktokorallen interpretiert, gelten heute aber als Gruppe, die ausgestorben ist, ohne Nachfahren zu hinterlassen. Sie machen an einigen Fundorten mehr als drei Viertel der Fossilienfunde aus. Obwohl gut erhaltene, detailreiche Abdrücke gefunden worden sind, wurden bei Rangeomorpha niemals eine Mundöffnung, Reste eines Darms, Gonaden oder andere Organe beobachtet. Die verbreitete Interpretation ihrer Lebensweise ist, dass sie Suspensionsfresser waren, die allerdings nicht Organismen, sondern gelöste organische Moleküle aus dem Meerwasser aufnahmen (Osmotrophie).

### Erniettomorpha

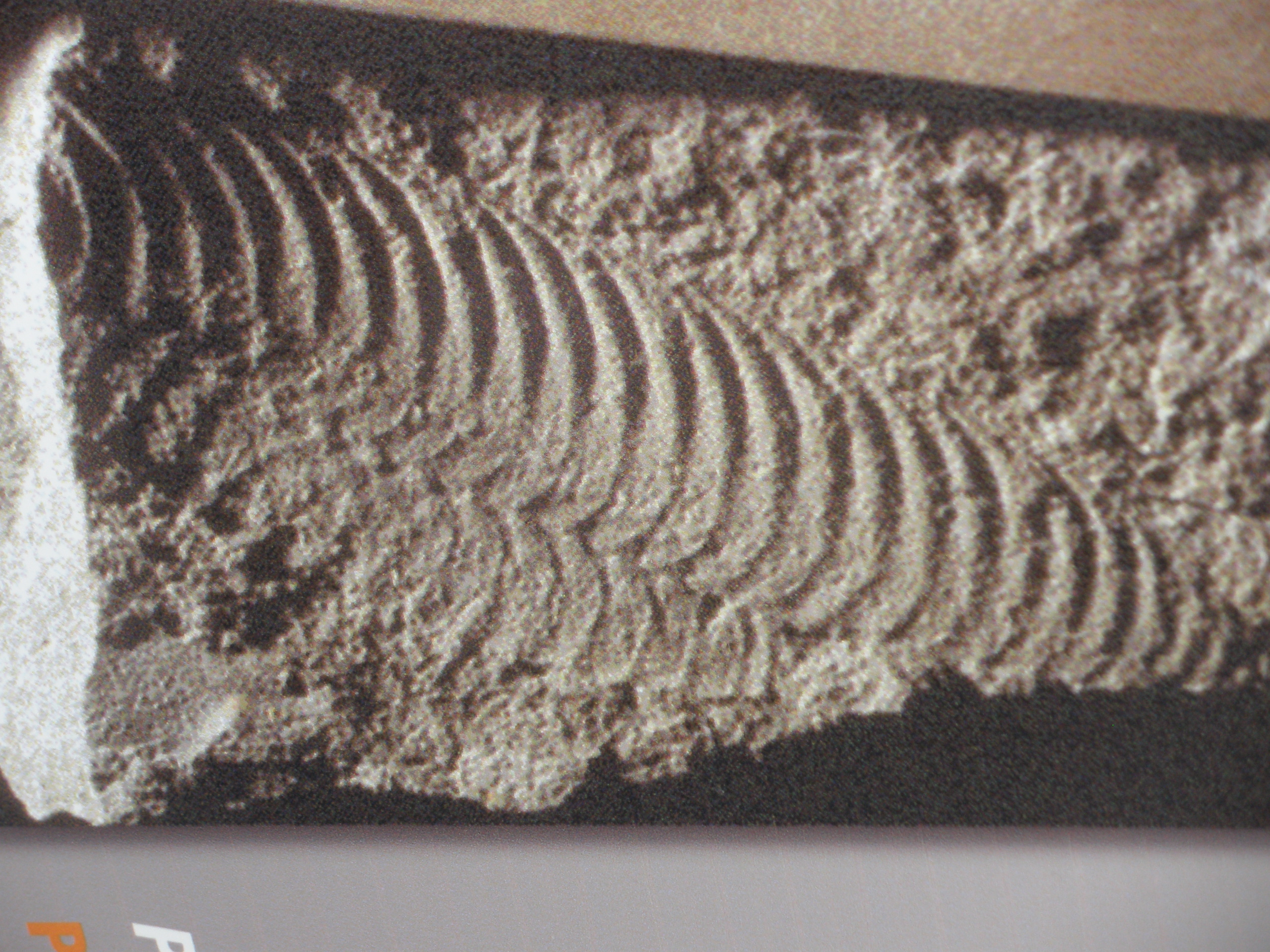
Pteridinium

Diese Gruppe (alternativ auch als Petalonamae bezeichnet) ähnelt den Rangeomorpha darin, dass auch sie aus röhrenförmigen Strukturen aufgebaut war; wie diese war sie mit einer Verankerung im Ozeanboden fixiert. Die Einzelmodule waren glatt und zylindrisch geformt, die feine, fraktale Verzweigung der Rangeomorpha fehlt. Von der zentralen Achse gingen also zueinander parallele, im Leben miteinander verbundene Röhren aus. Diese Konstruktion hat der Paläontologe Adolf Seilacher anschaulich mit einer abgesteppten Luftmatratze verglichen. Die Röhren konnten aber auch verzweigte, wedelähnliche Strukturen aufbauen, bildeten aber bei anderen Arten einfachere knollen- oder sackförmige, manchmal kettenartige Formen. Vermutlich waren sie im Leben ganz oder teilweise im Sediment vergraben. Den Erniettomorpha werden die Gattungen Ernietta, Nasepia, Palaeoplatoda, Phyllozoon, Pteridinium, Swartpuntia, Valdainia zugeordnet. Auch die Erniettomorpha werden meist als osmotroph interpretiert, da man keinerlei Hinweise auf eine andere Ernährungsweise gefunden hat.

### Dickinsoniomorpha

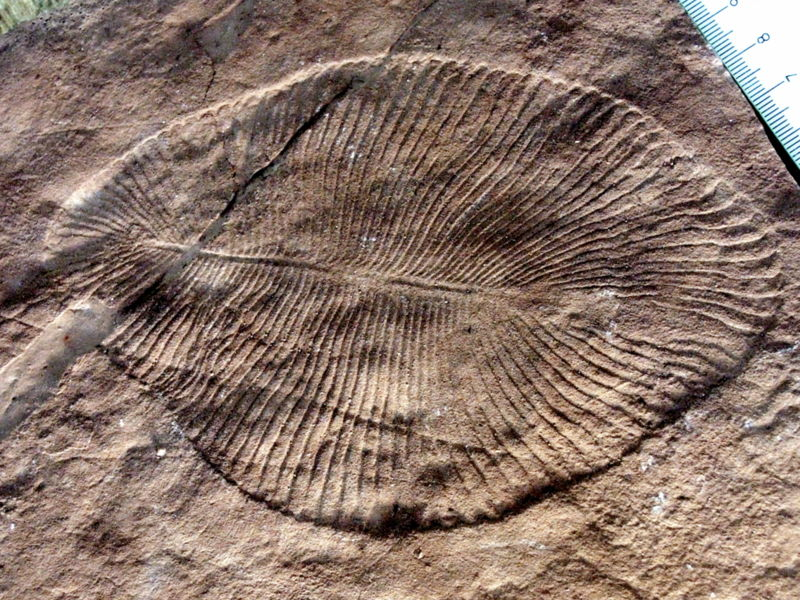
Dickinsonia costata ist ein häufiger Vertreter der Ediacara-Biota. Die systematische Stellung ist nicht eindeutig geklärt, doch wird Dickinsonia meist als ein tierisches Lebewesen betrachtet.

Dickinsoniomorpha waren dünne, flache, dem Ozeanboden aufliegende Organismen. Sie lassen ein Vorder- und Hinterende erkennen, Spuren deuten auf ein Bewegungsvermögen hin. Die Organismen wirken auf den ersten Blick wie aus serial hintereinander angeordneten Segmenten aufgebaut. Dies ist aber möglicherweise täuschend, da es Hinweise gibt, dass die Strukturen links und rechts der Körperachse nicht paarweise, sondern jeweils versetzt zueinander angeordnet waren. Dies ähnelt eher dem Aufbau der Wedel der Rangeomorpha. Ob die „Module“ der Organismen also echte Segmente waren, ist fraglich. Bei Dickinsonia, einem der berühmtesten Ediacara-Fossilien, waren die Module an einem Ende größer und nahmen zum anderen hin regelmäßig an Größe ab; nach den Spurenfossilien war das dickere Ende vorn. Bei Yorgia, einem anderen Dickinsoniomorpha, existiert eine Platte mit einer Serie hintereinander liegender Körperabdrücke mit dem Abdruck des Spurerzeugers am Ende. Möglicherweise wuchs der Organismus, indem er hinten neue Module bildete (wie ein Regenwurm). Dies unterscheidet ihn von Erniettomorpha, die wohl durch „Sprossung“ gleich großer Module an Größe zunahmen. Die Spuren und Abdrücke von Dickinsoniomorpha haben zu der Vermutung geführt, die Organismen hätten mit ihrer gesamten ventralen (bauchseitigen) Körperoberfläche Matten von Mikroben verdaut und durch die Körperwand aufgenommen, ähnlich rezenten Placozoa. Auf ein internes Verdauungssystem mit Mund, Darm und After gibt es keinerlei Hinweise, frühere Berichte darüber haben sich als Fehlinterpretationen herausgestellt. Zu den Dickinsoniomorpha werden Andiva, Dickinsonia, Epibaion, Windermeria und Yorgia gerechnet.

### Arboreomorpha

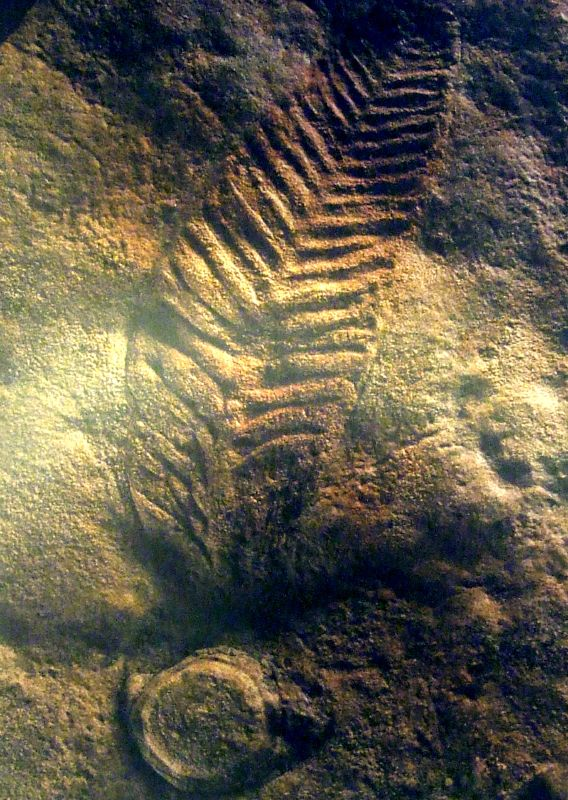
Charniodiscus, ein Vertreter der Arboreomorpha

In dieser Gruppe werden weitere „Farnwedel-artig“ organisierte Organismen zusammengefasst. Diese bestanden wie die Rangeomorpha und Erniettomorpha aus einer scheiben- oder knollenförmigen Verankerung im Ozeanboden, einem zentralen Stängel und einer aus Ästen aufgebauten Krone. Sie unterschieden sich im Verzweigungsmuster. Bei den Arboreomorpha waren die „Zweige“ glatte, nicht weiter verzweigte, röhrenartige Strukturen, die oft angeschwollen waren und dann birnenförmigen Umriss haben konnten. Sie zweigten etwa im rechten Winkel ab und waren offensichtlich miteinander zu einer blattförmigen Struktur verbunden. Im Gegensatz zu modernen Organismen ähnlicher Struktur wie jener der Seefedern konnte also vermutlich kein Wasser zwischen den „Zweigen“ hindurch strömen; dies macht eine filtrierende Ernährung der Arboreomorpha unwahrscheinlich. Zu den Arboreomorpha werden gerechnet die Gattungen Charniodiscus (Arborea ist synonym dazu), Khatyspytia, Vaizitsinia. Dimitry Grazhdankin hält die Gruppe nicht für eigenständig, sondern fasst sie mit den Erniettomorpha zu einer Frondomorpha genannten gemeinsamen Gruppe zusammen. Die meisten anderen Paläontologen glauben, dass die ähnliche Form eher auf Konvergenz zurückgeht. Einige Forscher halten Thaumaptilon aus dem kambrischen Burgess-Schiefer für dazugehörig. Dies wäre einer der wenigen (durchweg umstrittenen) Fälle, in denen ein Vertreter der Ediacara-Fauna bis ins Kambrium überlebt hätte.

### Triradialomorpha

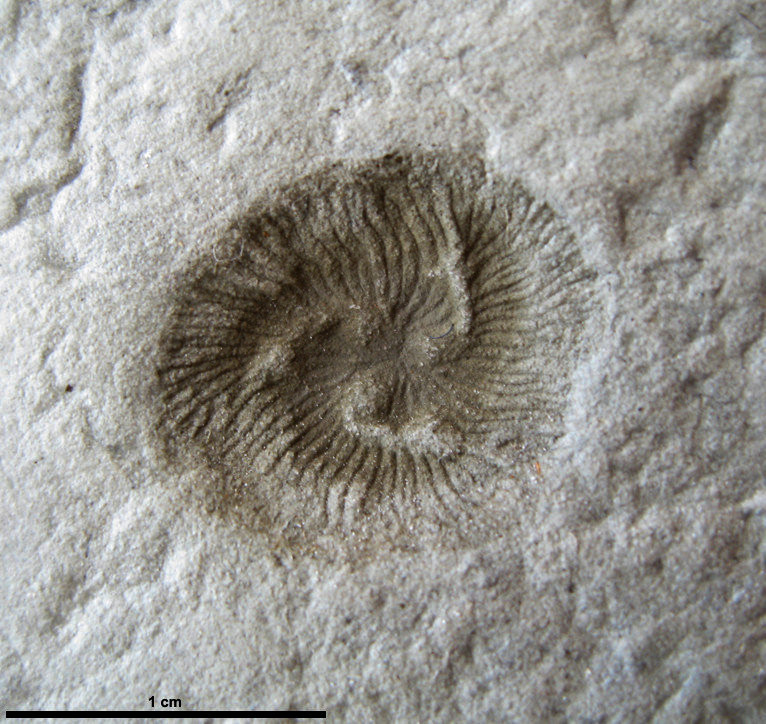
Tribrachidium

Diese Gruppe, von anderen Forschern Tribrachiomorpha, Trilobozoida oder nur Trilobozoa genannt, umfasst kleine, scheibenförmige Fossilien, auf deren Oberfläche drei armförmige Strukturen erkennbar sind. Diese sind nicht radial, sondern spiralig gedreht angeordnet. Die Gruppe umfasst wenige Arten, kann aber in den Fossilgemeinschaften individuenreich vertreten sein. Die Gruppe umfasst die jeweils monotypischen (nur eine Art umfassenden) Gattungen Albumares, Anfesta, Pomoria, Skinnera, Tribrachidium, möglicherweise auch Triforillonia. Fast alle Forscher akzeptieren sie als Fossilien echter Gewebetiere (Eumetazoa).
Scheibenförmige Fossilien mit aufgelagerten Armen existieren darüber hinaus auch mit anderen Symmetrien. Bei Conomedusites sind es vier Arme, bei Arkarua fünf. Diese wurde deshalb mit den ebenfalls fünfzähligen Stachelhäutern (Echinodermata) in Verbindung gebracht, von denen sie sich aber unter anderem durch das Fehlen jeglicher Skelett-Elemente unterscheiden. Eoandromeda besaß sogar acht spiralige Arme. Dieses Fossil wurde, in Phosphat körperlich erhalten (d. h. nicht nur als Abdruck), in der ediacarischen Doushantuo-Formation in China gefunden. Wegen der hohen Bedeutung, die Symmetrien normalerweise für die Entwicklung der grundlegenden Körperbaupläne spielen, werden diese scheibenförmigen Organismen meist als nicht näher verwandt miteinander angesehen. Einige Forscher spekulieren allerdings doch über eine mögliche Verwandtschaft.

### Kimberellomorpha

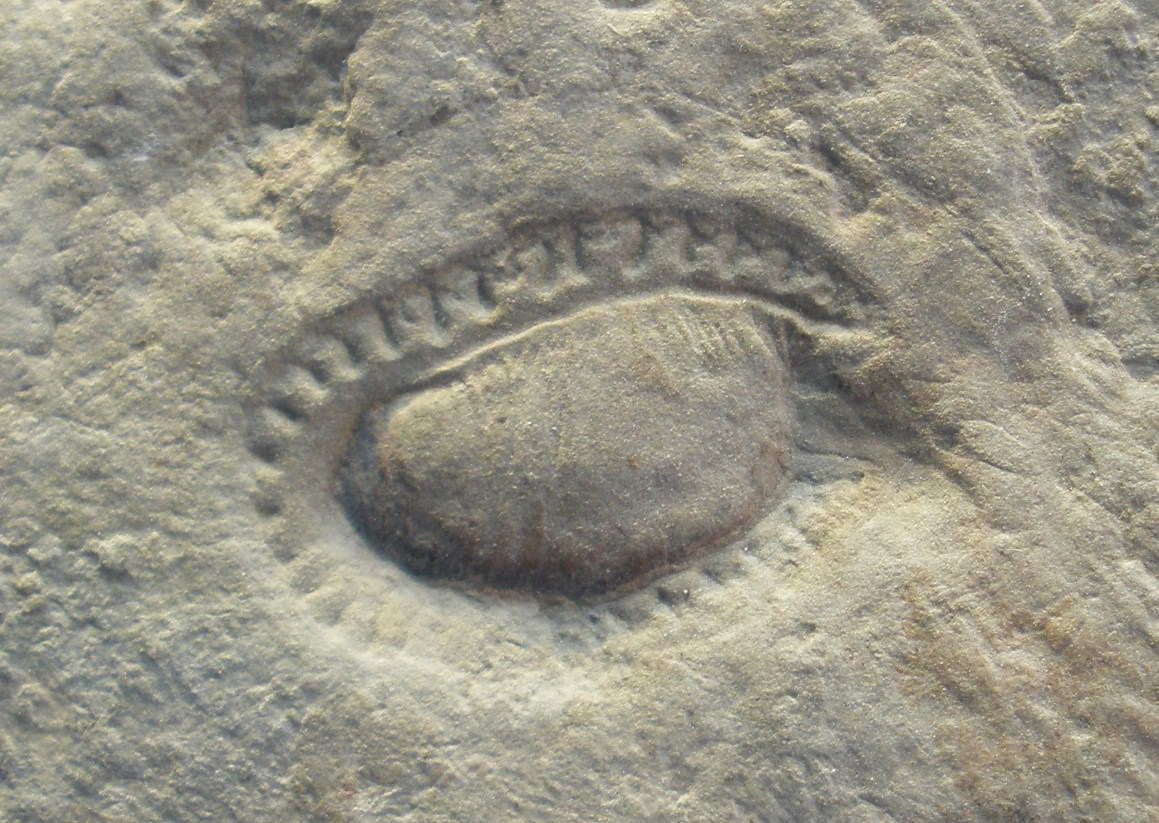
Kimberella

Die Kimberellomorpha umfassen möglicherweise nur die Gattung Kimberella mit einer einzigen Art, Kimberella quadrata. Erwin und Kollegen ordnen außerdem Solza margarita von der Onega-Halbinsel am russischen Weißen Meer hier ein. Die Erstbeschreiber, Andrey Ivantsov und Kollegen, die auch an Kimberella geforscht haben, nehmen selbst allerdings überhaupt keine Zuordnung dieses merkmalsarmen Fossils vor.
Kimberella war ein zweiseitig (bilateral) symmetrischer Organismus. Spurenfossilien belegen, dass Kimberella auf der Substratoberfläche aktiv beweglich war. Je nach Erhaltungsbedingungen ist der Umriss langoval bis beinahe kreisförmig. Der Körper lässt bei Aufsicht zwei Zonen erkennen, eine zentrale schildförmige mit kleinen Tuberkeln oder Fältelung und eine diese ringförmig umgebende mit großen Lakunen. Einige wenige, besonders gut erhaltene Exemplare zeigen am Vorderende einen rüsselartigen Vorsprung, der manchmal von kratzerartigen Spurfossilien umgeben ist. Ivantsov und Kollegen interpretieren diesen als eine Radula, die charakteristische Raspelzunge der Weichtiere (Mollusca), die allerdings bei Kimberella nur zwei Zähne getragen hätte. Das Relief des zentralen Schilds interpretieren sie als möglichen Rest einer schalenartigen Mineralisierung, möglicherweise aus Aragonit, die wegen der Einbettungsbedingungen der Fossilien keine Chance auf eine Erhaltung besessen hätte.
Die Deutung von Kimberella als einer „Urschnecke“, dem frühesten Vertreter der Mollusken, wird von den meisten Forschern akzeptiert. Sie ist von besonderer Bedeutung, da es fast das einzige Fossil der Ediacara-Fauna ist, dessen Zuordnung zu einem rezenten Tierstamm halbwegs akzeptiert wäre. Allerdings ist die Deutung nicht unumstritten. Jerzy Dzik sieht in dem Fossil einen Halkieriiden, einen frühen Verwandten etwa der berühmten kambrischen Wiwaxia, die er als Vielborster, also Ringelwürmer, interpretiert. Nahezu alle Bearbeiter stimmen aber darin überein, dass es ein höher entwickeltes mehrzelliges Tier gewesen sein muss.

### Bilaterialomorpha

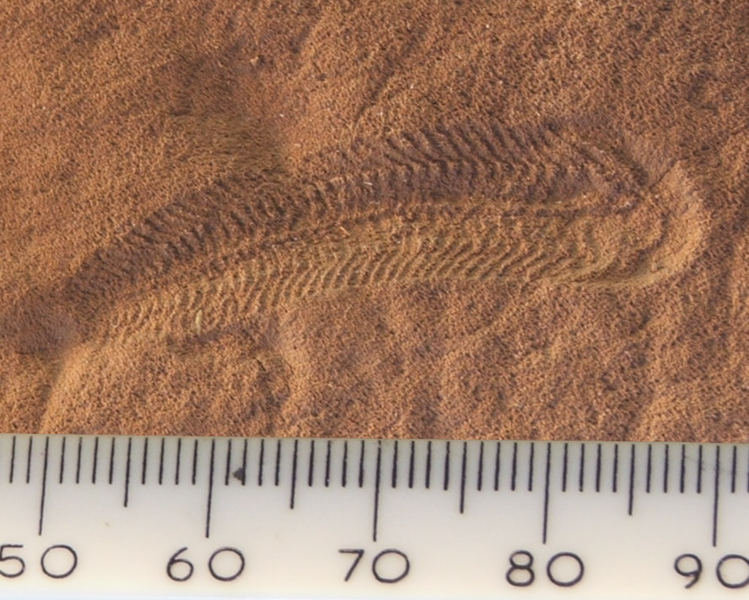
Spriggina

Diese Gruppe erhielt ihren Namen nach ihrer zweiseitigen (bilateralen) Symmetrie (sie wird, vor allem von russischen Forschern, alternativ Proarticulata genannt). Die Organismen waren entlang der Körperlängsachse in etwa symmetrisch. Sie besaßen ein erkennbares, differenziertes Vorder- und Hinterende. Der Körper war in untereinander ähnliche, seriell angeordnete Abschnitte gegliedert. Viele Biologen nehmen an, dass es sich dabei um Segmente handelte; andere sind skeptisch, weil die Abschnitte oft links und rechts zueinander versetzt angeordnet erscheinen. Der vorderste Körperabschnitt ist manchmal merklich größer als alle anderen und wirkt etwas abgesetzt, beinahe wie der Kopfschild eines Arthropoden. Meist werden die Abschnitte zum Hinterende hin kleiner. Bei den meisten Fossilien existiert eine dünnere Außenkontur, die die Segmente untereinander verbindet, so dass ein geschlossener Körperumriss resultiert. Spurenfossilien belegen die Beweglichkeit zahlreicher Vertreter, auch bei den übrigen wird sie anhand der Anatomie vermutet. Erwin und Kollegen halten die Gruppierung für eine Klade. Dies würde bedeuten, dass sich die übereinstimmenden Merkmale aufgrund gemeinsamer Abstammung ergeben, nicht nur als konvergente Bildungen, zum Beispiel in Folge der Evolution beweglicher Organismen. Soweit erkennbar, waren alle Bilaterialomorpha bodenlebend (benthisch). Einige Bearbeiter wollen an einigen Formen Beine oder andere differenzierte Körperanhänge gesehen haben, diese sind aber hoch umstritten, sicher wurden sie bei keiner Form beobachtet. Erwin und Kollegen ordnen der Gruppe die Gattungen Archaeaspinus, Cyanorus, Ivovicia, Kharakhtia, Lossina, Marywadea, Onega, Paravendia, Parvancorina, Spriggina, Temnoxa und Vendia zu. Dimitry Grazhdankin fügt auch Kimberella hier ein, dessen Sonderstellung er damit in Frage stellt. Obwohl im Fossilbericht eher selten und niemals größer als etwa 10 Zentimeter, hat diese Gruppe immer besondere Aufmerksamkeit gefunden, weil angenommen wird, dass sich die Vorfahren der Bilateria, also der „höheren“ Tiere unter ihnen verbergen. Zahlreiche Forscher spekulieren über die Zugehörigkeit einzelner Fossilien zu Bilateria-Taxa. Besondere Aufmerksamkeit haben immer mögliche Vorläufer der Arthropoda gefunden, die ab dem Kambrium so prominent hervortreten. Mögliche Kandidaten wie Parvancorina und Praecambridium werden heute aber eher mit Skepsis betrachtet, weil ihr (nach großen und kleinen Individuen erschlossenes) Wachstumsmuster nicht dazu passt und es auch nie irgendeinen Hinweis auf Häutung gegeben hat. Da mit der kambrischen Explosion zahlreiche, hoch organisierte Tierstämme mehr oder weniger auf einmal im Fossilbericht auftauchen, denen auch nach der Methode der molekularen Uhr ein weit höheres Alter zukommen müsste, ist die Zuordnung zu den Bilateria insgesamt aber nicht unwahrscheinlich. Alle Zuordnungen von Bilaterialomorpha zu bestimmten Tierstämmen sind aber bis heute umstritten und zweifelhaft.

### „Schwämme“

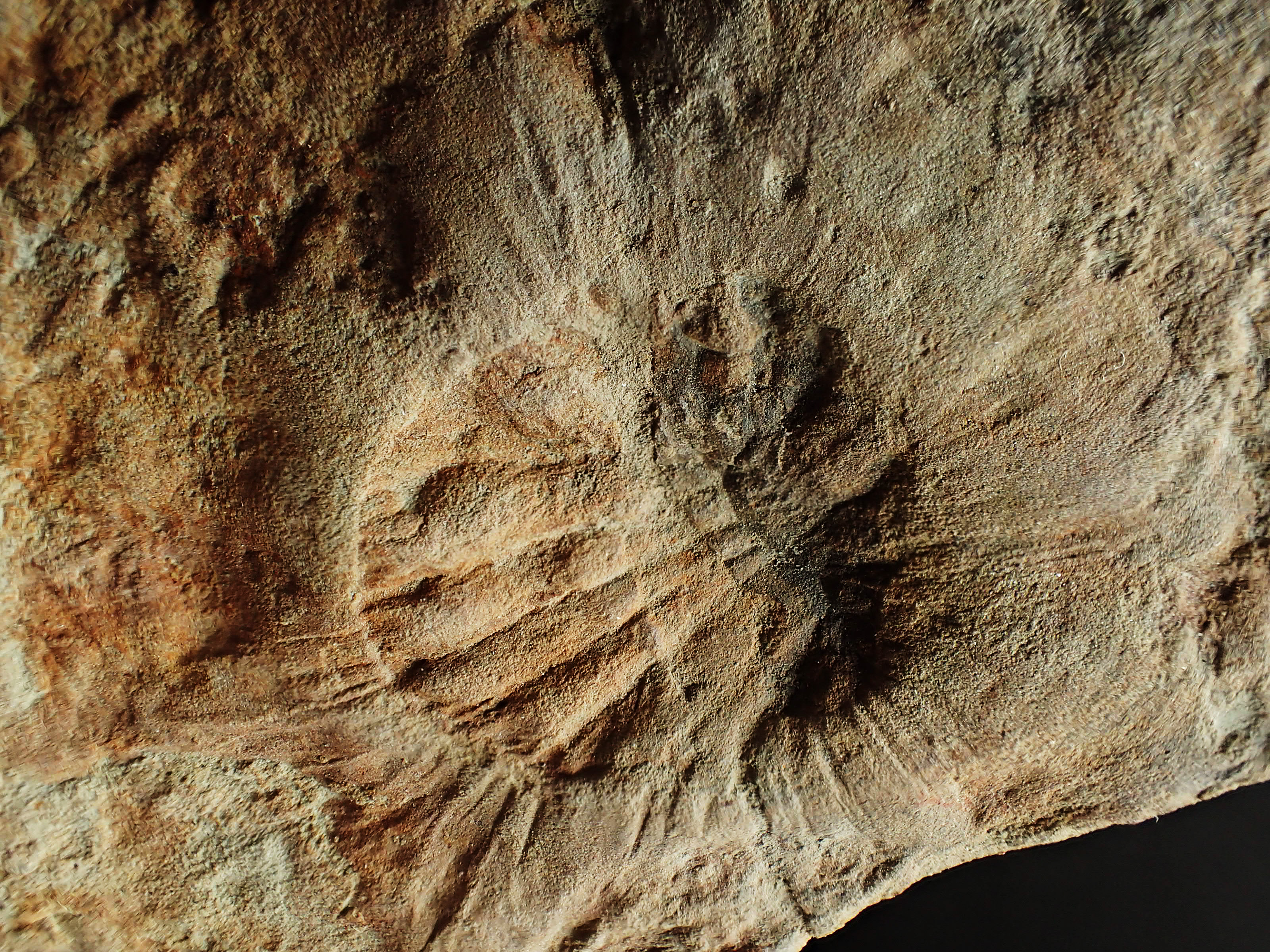
Palaeophragmodictya

Schwämme (Porifera) gelten als die anatomisch urtümlichsten Metazoa. Ihr Auftreten in der Ediacara-Fauna ist daher unbedingt zu erwarten. Aufsehen hat auch die Entdeckung gemacht, dass der rezente Schwamm Halichondria panicea in Wasser leben kann, das sehr sauerstoffarm ist; dies würde ein Überleben in den lange Zeit sauerstoffarmen präkambrischen Ozeanen ermöglichen. Eine recht populäre Theorie, die sich auf einige molekulare Daten stützen lässt, hält die Schwämme sogar bezüglich der anderen Metazoa für paraphyletisch. Demnach wären die Schwämme nicht die Schwestergruppe der übrigen Metazoa, sondern diese wären mit einigen Schwämmen näher verwandt, als diese es untereinander sind. Dies hätte starke Auswirkungen darauf, wie anatomisch ursprünglich oder modern die präkambrischen Schwammfossilien zu erwarten wären. Möglicherweise gehörten diese nicht einer der modernen Linien (der „Kronengruppe“) an, sondern ihnen könnten einige der Autapomorphien der modernen Porifera fehlen. Dies ist bedeutsam, weil bis heute nicht ein überzeugendes präkambrisches Schwammfossil mit einem der wichtigsten diagnostischen Merkmale der Schwämme, den Skelettnadeln (Spiculae) vorliegt. Vom frühen Kambrium (Tommotium) an existieren mit den ausgestorbenen Archaeocyathiden fossile Schwämme mit Kalkskelett, diese sind im Fossilbericht sehr häufig. Ältere Schwammfossilien beruhen in der Regel auf dem Vorhandensein von Poren auf der Oberfläche (mögliche Oscula). Erwin und Kollegen akzeptieren die Gattungen Ausia, Palaeophragmodictya, Rugoconites und Thectardis als fossile Schwämme der Ediacara-Fauna. Keine dieser Deutungen ist unproblematisch. Ausia, ein porentragendes Fossil mit dreieckigem Körperumriss, ist möglicherweise nur eine erhaltungsbedingte Variante von Ernietta (vgl. oben unter Erniettomorpha); andere sehen darin eine fossile Seescheide oder einen halkieriden Ringelwurm. Palaeophragmodictya ist wahrscheinlich, wie so viele Ediacara-Fossilien, nur die Verankerung oder Haltescheibe eines anderen (unbekannten) Organismus. Die anderen möglichen Porifera-Kandidaten sind genauso zweifelhaft.

## Skeletttragende Fossilien
Fossilien mit Hartteilen (Skelett) treten mit größerer Formenfülle erst zum Beginn des Kambriums auf. Wenige, in der Zuordnung durchweg problematische Vertreter gab es auch schon im späten Ediacarium. Diese treten allerdings niemals zusammen mit den Formen der eigentlichen Ediacara-Fauna auf. Oft sind die Funde im stratigraphischen Zusammenhang mit den Fossilien der Ediacara-Fauna, in dazwischen liegenden Schichten, zu finden, sind also unzweifelhaft gleich alt. Dafür sind verschiedene Gründe denkbar: Entweder lebten die skeletttragenden Formen in anderen Habitaten als die anderen, waren also im Leben räumlich getrennt, oder die Erhaltungsbedingungen (Taphonomie) erlaubten nur die Fossilierung entweder der einen oder der anderen Fauna, aber nicht beider gleichzeitig. Neben einigen uneindeutigen und noch unbeschriebenen Formen sind die Gattungen Suvorovella, Majaella, Wyattia, Cloudina, Sinotubulites, Qinella, Protolagena, Chenmengella (syn. Chenella), Namacalathus und Namapoikia beschrieben worden, hinzu kommen nur in Sibirien mit Anabarites, Cambrotubulus und Jacutiochrea drei Vertreter der Anabaritiden, Organismen umstrittener systematischer Position, von denen nur die kalkigen Wohnröhren mit dreizähliger Symmetrie erhalten blieben. Anabaritiden sind die einzigen proterozoischen skeletttragenden Organismen, die bis ins Kambrium überlebten (sie starben wenig später, im mittleren Kambrium, dann doch noch aus). Auch die anderen ediacarischen Skelettfossilien bestehen, mit wenigen Ausnahmen, aus Röhren, so dass ihre systematische Position in der Regel umstritten bleibt. Im Gegensatz zu den manchmal sehr großen Formen der eigentlichen Ediacara-Fauna blieben die skeletttragenden Formen durchweg recht klein, sie liegen im Maßstab von Millimetern bis zu wenigen Zentimetern.

### Cloudina
Cloudina ist das älteste, häufigste und bekannteste skeletttragende Tier des Ediacariums, Funde liegen fast weltweit (mit Ausnahme von Australien) vor. Gefunden werden oft gebogene, röhrenartige Schalen, die aus trichterförmigen Skelettelementen mit abgerundeter Spitze bestehen, die zu vielen ineinander gestapelt sind; sie erreichen 0,3 bis 6,5 Millimeter Durchmesser und bis zu 3,5 Zentimeter Länge. Sie liegen meist zu vielen nebeneinander eingebettet in feinkörnigem Kalkstein vor, selten sind sie phosphatisiert oder als Abdrücke in silikatischer Matrix erhalten. Es wird angenommen, dass die Röhren im Leben senkrecht auf der Oberfläche standen. Da selten direkt angeheftete Schalen gefunden wurden, wurde über eine Lebensweise als Aufwuchs auf anderen Organismen (z. B. Makroalgen) spekuliert, Cloudina bildet aber gelegentlich sogar riffartige Strukturen aus. Gelegentlich verzweigen die Röhren, was als ungeschlechtliche Fortpflanzung mittels Sprossung gedeutet wird. Cloudina lebte in Flachmeeren mit Ablagerungen von kalkhaltigen sogenannten Mikrobialithen (Stromatolithen und Thrombolithen), durch Bakterien (insbesondere Cyanobakterien) ausgefällten Kalkablagerungen. Berühmt wurde Cloudina auch dadurch, dass die Röhren gelegentlich regelmäßige, runde Bohrlöcher aufweisen, dies ist der älteste indirekte Nachweis für einen Organismus mit räuberischer Ernährung, der die Schalen durchbohrte, um den darin lebenden Organismus zu erbeuten. Da Cloudina keinerlei Weichteilfossilien hinterließ, ist die systematische Zugehörigkeit bis heute umstritten, populärste Hypothesen sind entweder ein Nesseltier (Cnidaria) oder ein röhrenbauender Ringelwurm, ähnlich einem Federwurm (Sabellida).

### Namacalathus
Namacalathus wurde zuerst in Fossilien der Nama-Serie in Namibia, später auch in Kanada gefunden. Die gefundenen Skelette bestehen aus einer offenen, röhrenförmigen Struktur bis zu etwa 30 Millimeter Länge, auf der an einem Ende eine kugelförmige Struktur mit maximal etwa 25 Millimeter Durchmesser aufsaß. Die kalkigen, teilweise wohl organischen Wände waren dünn, einwandig und erreichten kaum einen Millimeter Dicke. Die kugelförmige Struktur trug am Ende eine große kreisförmige Öffnung und an den Seiten in regelmäßigen Abständen sechs etwas kleinere solcher Öffnungen. Das Tier wird so rekonstruiert, dass im Leben die Röhren aufrecht auf der Sedimentoberfläche standen, mit der kugelförmigen Kuppel am oberen Ende frei ins Wasser ragend. Dieser eigentümliche Körperbau deutet am ehesten auf ein Nesseltier als Baumeister hin. Die Ultrastruktur der Wände findet sich allerdings bei rezenten Tieren am ehesten bei Vertretern der Lophotrochozoen wieder, wenn auch kein rezenter Vertreter dieses Überstamms mit auch nur vage vergleichbarer Morphologie bekannt ist. Auch eine Deutung als Schwamm wurde schon vorgeschlagen.

## Spurenfossilien

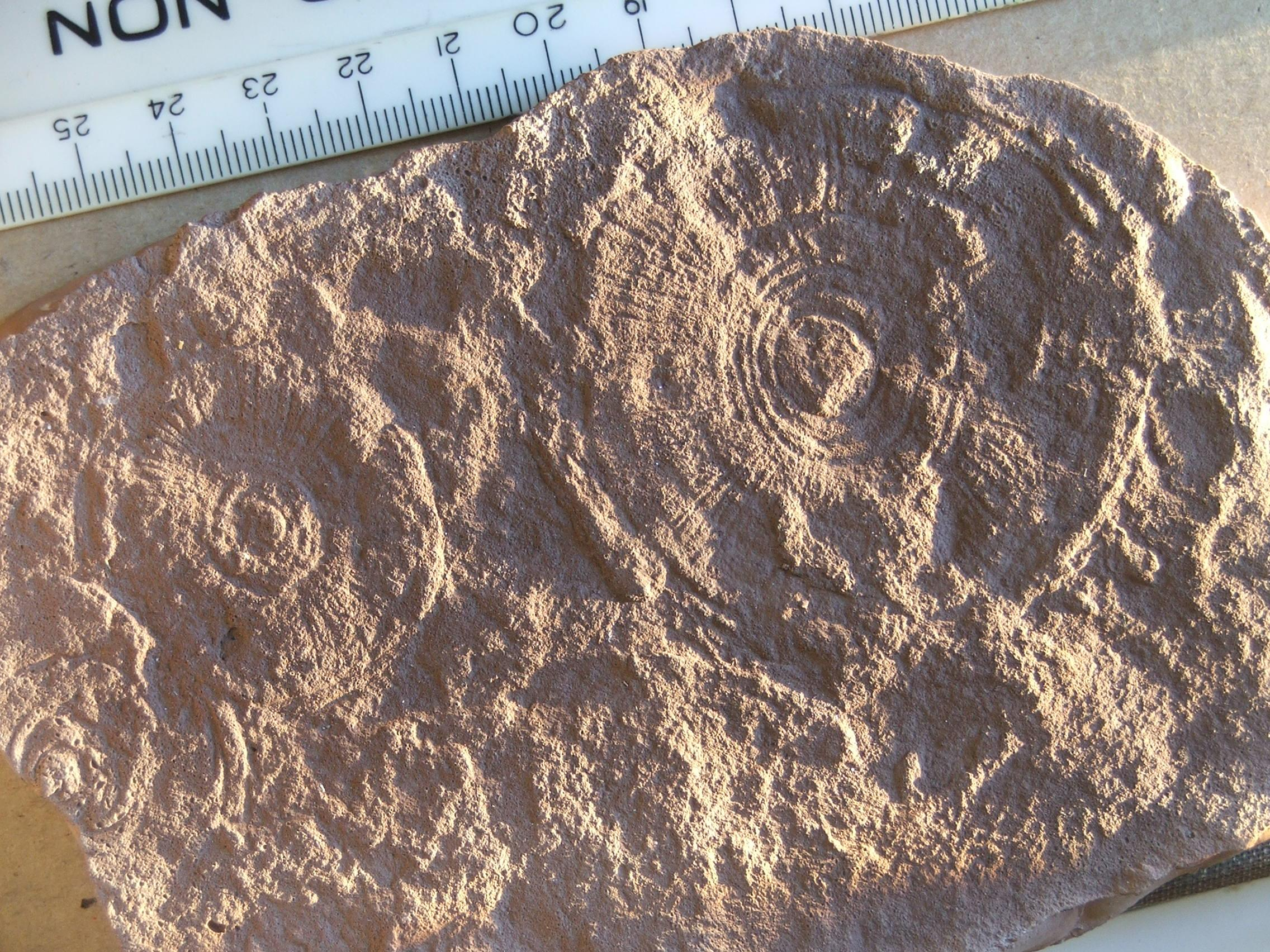
Cyclomedusa, das häufigste und am weitesten verbreitete Ediacara-Fossil (mit zentraler Erhebung, die oft zerbrochen aussieht, was nahelegt, dass es die Verankerungsscheibe eines größeren Organismus war)

Die Untersuchung von Spurenfossilien (auch Ichnofossilien genannt) liefert bedeutsame zusätzliche Erkenntnisse. Einerseits liefert sie Hinweise auf das Vorhandensein weiterer Arten, von denen keine Kompressions- oder Körperfossilien erhalten blieben. Andererseits handelt es sich um zu Stein gewordene Spuren von tierischem Verhalten, die wertvolle Hinweise auf die Lebensweise geben. Von den wenigen Fällen abgesehen, in denen Spuren und der spurerzeugende Organismus in direktem Zusammenhang miteinander fossiliert sind, werden Spurenfossilien als sogenannte Parataxa, im Falle der Spuren Ichnotaxa genannt, klassifiziert, weil der Spurerzeuger ja bestenfalls hypothetisch erschlossen und oft völlig unbekannt ist. Spuren in direktem Zusammenhang mit dem Spurerzeuger liegen zum Beispiel von sibirischen Dickinsoniomorpha wie Yorgia vor; erst diese lieferten den Beweis, dass es sich bei ihnen tatsächlich um aktiv bewegliche Organismen gehandelt hat.
Bei der Betrachtung der ediacarischen Ichnotaxa lässt sich eine charakteristische Abfolge feststellen. In den ältesten Ablagerungen, die schon Abdrücke der Ediacara-Fauna enthalten, meist den verschiedenen "Farnwedel"-Organismen (Frondomorpha) zugehörig, existieren überhaupt keine unzweifelhaften Spurfossilien. Häufig sind hier nur die runden Abdrücke der Verankerungen und Haltescheiben der Frondomorphen, das häufigste Ichnotaxon wird Aspidella genannt, eine etwas komplexere Form ist Cyclomedusa. In späteren proterozoischen Sedimenten finden sich dann unzweideutige Spuren. Dabei handelt es sich zunächst um einfache Furchen oder Rinnen in der Sedimentoberfläche. In jüngeren Schichten werden die Spuren etwas komplexer, es treten zum Beispiel Bohrgänge unterhalb der Sedimentoberfläche und eng gewundene, mäanderartige Fraßspuren hinzu. Komplexere Spurfossilien sind aber auf den allerletzten Abschnitt des Ediacariums, unmittelbar vor der Basis des Kambriums, beschränkt. Im Kambrium nimmt die Komplexität fast schlagartig weiter zu. Erst jetzt finden sich auch Spuren beintragender Organismen, als erste Arthropoden (oder Organismen ihrer Wurzelgruppe) interpretiert.
Die einfachsten Ichnofossilien sind wenige Millimeter breite, unverzweigte Rillen. Da die Abdrücke bei sonst unveränderter Form manchmal aus der darüber-, manchmal aus der darunterliegenden Sedimentschicht aufgefüllt worden sind, erschließt man, dass sie auf der Sedimentoberfläche lagen. Sie werden interpretiert als Fraßspuren von Organismen, die sie beim Abweiden der mikrobiellen Matten hinterließen, von denen der Ozeanboden damals den meisten Hypothesen gemäß fast flächendeckend bedeckt war. Die regelmäßig gewundenen Spuren späterer Weidegänger (Ichnofossil Nereites) treten im Ediacarium noch nicht auf; vermutlich hatten die Organismen die für dieses Verhalten notwendige Komplexität noch nicht erreicht. Fast genauso alt sind ähnliche Spuren, die immer mit Sediment derselben Schicht, in der sie liegen, angefüllt sind, also wohl schon bei der Entstehung im Sedimentinneren lagen. Diese interpretiert man als erste Sedimentfresser, die sich durch Ablagerungen, die reich an organischer Substanz waren, hindurchfraßen. In den seltenen Lebensräumen, in denen vergleichbare mikrobielle Matten heute auftreten, zum Beispiel einer hypersalinen Lagune in Venezuela, hinterlassen rezente Besiedler dieser Matten ganz ähnliche Fraßspuren. Die Spuren können sich gegenseitig durchdringen und so polygonale Netze bilden.
Unmittelbar vor Beginn des Kambriums kommen Spurenfossilien mit zickzack-förmigem Verlauf hinzu, die als Suchspuren eines Räubers und/oder Aasfressers interpretiert werden. Ein solches Ichnofossil Treptichnus pedum gilt als Leitfossil für die Grenze des Ediacariums zum Kambrium. Der Spurerzeuger ist unbekannt, als wahrscheinlichster Verursacher gilt ein Priapswurm (Stamm Priapulida); von diesen liegen keine Körperfossilien mit entsprechendem Alter vor.

## Alternative Deutungen der Fossilien
Während die meisten Forscher, wie oben dargestellt, in den Ediacara-Fossilien Repräsentanten früher vielzelliger Tiere (Metazoa), darunter wahrscheinlich Repräsentanten ausgestorbener Tierstämme, sehen, schlagen einige Wissenschaftler radikal andere Deutungen dieser Fossilien vor. Demnach handele es sich bei den Fossilien nicht um vielzellige Tiere, oder möglicherweise nicht einmal um Tiere überhaupt.

### Vendobionten
Der Paläontologe Adolf Seilacher sah in den Ediacara-Fossilien Repräsentanten einer Entwicklungslinie, die vollkommen verschieden von den vielzelligen Tieren gewesen sei, und die mit Beginn des Kambriums, wahrscheinlich durch die Konkurrenz der Metazoa, von der Erde verschwunden sei. Diese hypothetischen Organismen nannte er zunächst „Vendozoa“, wandelte aber die Bezeichnung später selbst in Vendobionta ab. In späteren Arbeiten erkennen er und seine Mitstreiter das Vorhandensein von echten Metazoa im Ediacarium an. Die meisten Fossilien, insbesondere die Rangeomorpha, Erniettomorpha, Dickinsoniomorpha und Arboreomorpha der oben genannten Aufstellung seien jedoch keine Metazoa gewesen. Vielmehr habe es sich dabei um zu gigantischer Größe herangewachsene Einzeller gehandelt. Zur Stützung der Hypothese wird auf die bei Metazoa unbekannten Wachstumsmuster, zum Beispiel das fraktale Wachstum der Rangeomorpha, und verschiedene sehr große, rezente Einzeller, vor allem skelettbildende Foraminiferen und Wurzelfüßer der exklusiv in der Tiefsee lebenden Klasse Xenophyophorea verwiesen. Die Vendobionten-Hypothese wird bis heute von einigen Forschern vertreten, ist aber in der Wissenschaft eine Minderheitenmeinung.

### Pilze und Flechten
Einigen Forschern zufolge waren die Ediacara-Biota überwiegend Pilze oder Flechten. Insbesondere der in Nordamerika forschende Geologe und Experte für Paläoböden Gregory J. Retallack hat in zahlreichen Artikeln seine Hypothese verteidigt, dass es sich um Flechten gehandelt haben müsse. Seine Argumentation beruht zum großen Teil darauf, dass er den anderen Forschern vorwirft, die Ablagerungsbedingungen der fossilführenden Schichten zu verkennen. Dabei habe es sich nicht um marine Sedimente, sondern um fossile Böden gehandelt, die im Küstenbereich, oder sogar an Land, entstanden seien. Retallacks Hypothese hat, von ihrem Erfinder abgesehen, keine Akzeptanz in der Wissenschaft gefunden.

## Fossilgemeinschaften
Genaue biostratigraphische Analyse der fossilführenden Schichtenfolge des Ediacariums, in Zusammenhang mit Präsenz-Absenz-Daten von Gattungen und Arten haben zur Unterscheidung von drei Fossilgemeinschaften der Ediacara-Fauna geführt: der Avalon-, Nama- und Weißes-Meer-Gemeinschaft. Diese sind nach Fundregionen benannt, an denen sie besonders prägnant auftreten: der Avalon-Halbinsel auf Neufundland, Kanada, den Nama-Schichten in Namibia, Südafrika und den Gesteinsschichten am Weißen Meer in Russland. Die Interpretation dieser Gemeinschaften erwies sich als schwierig. Deutungen beruhen alternativ auf einer zeitlichen Abfolge, unterschiedlichen Fazies, Sedimentationsbedingungen oder Teillebensräumen oder biogeographischen Regionen mit unterschiedlicher Fauna. Obwohl die zeitliche Abfolge frappierend ist und eine biostratigraphische Interpretation nahelegt, erscheint eine Deutung als spezifische Faunengemeinschaft unterschiedlicher Lebensräume die Daten am besten zu erklären. Es wird spekuliert, dass, als die Biota der Ediacara-Fauna aus Tiefsee- und Flachmeer-Sedimenten schon verdrängt waren, sie in schnell durchströmten Rinnen, die die Nama-Gemeinschaft beherbergte, noch bis zur Basis des Kambriums ein Refugium hatte.

### Avalon-Gemeinschaft
Der Avalon-Gemeinschaft werden, neben den namensgebenden Lagerstätten von Neufundland, die Funde von Charnwood Forest, England und aus den kanadischen Wernecke Mountains zugeordnet. Sie ist durch eine besondere Vielfalt von festsitzenden, farnartigen (frondomorphen) Formen gekennzeichnet, während andere Elemente extrem selten sind. Während Neufundland und England heute durch den Atlantischen Ozean getrennt sind, lagen die Landmassen im Ediacarium dicht benachbart. Die Funde der kanadischen Wernecke Mountains sind davon recht weit getrennt. Alle Fundorte lagen in relativ kühlen, polnahen Gebieten. Die fossilführenden Gesteine werden als Ablagerungen aus tiefen Meeresschichten interpretiert; sie lagen unterhalb der Sturmwellenbasis in der lichtlosen aphotischen Zone, möglicherweise in 1,5 Kilometer Wassertiefe. Die Avalon-Gemeinschaft umfasst die ältesten bekannten Ediacara-Fossilien, mit Alter von 579 Millionen Jahre (Neufundland) bis 559 Millionen Jahre (Charnwood Forest).

### Weißes-Meer-Gemeinschaft
Die Weißes-Meer-Gemeinschaft ist die formenreichste Fossilgemeinschaft der Ediacara-Fauna, sie umfasst etwa dreimal so viele Gattungen wie die Avalon-Gemeinschaft. Neben den Fundstellen am Weißen Meer, der Ukraine und der norwegischen Finnmark werden auch die klassischen Fundstellen in der australischen Flinders Range und einige der kanadischen Fundorte zugerechnet. Typisch sind auf dem Meeresboden lebende, bewegliche Formen, die den Bilaterialomorpha und Dickinsonoimorpha zugerechnet werden. Auch die „Urschnecke“ Kimberella, die einer flachen Nacktschnecke mit Rückenpanzer gleicht, und fast alle Triradialomorpha wie Tribrachidium gehören hierher. Die Fundorte der Gemeinschaft lagen im Ediacarium weit voneinander getrennt auf der Nord- und Südhalbkugel, überwiegend in gemäßigten (temperaten) Breiten. Die fossilführenden Schichten wurden überwiegend in flachem, küstennahen Wasser abgelagert, möglicherweise im Prodelta-Bereich von Flussmündungen. Die meisten Funde stammen aus grobkörnigen siliziklastischen Gesteinen. Mit Olenek in Sibirien und den Funden in den Jangtsekiang-Schluchten in Südchina gehören auch Karbonatgesteine dazu. Die Fossillagerstätten mit dieser Gemeinschaft sind überwiegend von mittlerem Alter, die meisten sind circa 555 bis 550 Millionen Jahre alt.
Neue Analysen zeigen, dass einige Arten der Weißes-Meer-Gemeinschaft möglicherweise schon einen Mund und einen Darm besaßen. In  Fossilien der Gattung Kimberella wurden Spuren von Cholesterin gefunden, was als Hinweis auf eine Cholesterinbiosynthese im Darm wie bei anderen Eukaryoten interpretiert wird. Diese Fossilien zeigen einen darmähnlichen Zentralbereich, in dem sich Lipidmoleküle befinden, die von einer anderen Mikrobengemeinschaft zersetzt worden als Lipide außerhalb des Fossils. Möglicherweise hat Kimberella Algenmatten auf dem Meeresboden abgeweidet. Bei anderen Gattungen der Weißes-Meer-Gemeinschaft wie der flachen Dickinsonia fehlen diese Hinweise; sie haben ihre Nahrung vermutlich extern zersetzt und die gelösten Nährstoffe über die Oberfläche aufgenommen.

### Nama-Gemeinschaft
(siehe auch → Nama-Vorlandbecken)
Die Nama-Gemeinschaft umfasst neben den südafrikanischen Fundorten die Funde aus Südchina, British Columbia (Kanada) und der Mojave-Wüste (USA). Typische Taxa sind die farnwedelartige (frondomorphe) Swartpuntia, Ernietta und die skeletttragenden Cloudina und Namacalathus. Auffallend häufig sind röhrenförmige Fossilien, bei denen eine infaunale (im Sediment eingegraben) Lebensweise vermutet wird. Die Funde der Nama-Gemeinschaft liegen in ihrer rekonstruierten Lage im Ediacarium weit voneinander getrennt, aber in auffallender Weise auf einem schmalen Band am Äquator aufgereiht. Viele Funde stammen aus Karbonatgesteinen. Die meisten Gesteine mit Fossilien dieser Gemeinschaft werden interpretiert als in relativ tiefem Wasser an Kontinentalhängen in bewegtem Wasser abgelagert. Die Nama-Gemeinschaft umfasst die jüngsten Ediacara-Fossilien, von etwa 548 Millionen Jahren bis zur Basis des Kambriums vor 543 Millionen Jahren.

## Paläoökologie
Das Neoproterozoikum ist gekennzeichnet durch den Übergang der tiefen Ozeanbecken vom sauerstofffreien (anoxischen) Zustand reich an Sulfiden (euxinisch) zu bis in die Tiefe sauerstoffgesättigtem Wasser, wie für die heutigen Weltmeere kennzeichnend. Das Ediacarium war durch ausgeprägte Schwankungen im Sauerstoffgehalt des Meeres geprägt, die in engem Zusammenhang mit den Vereisungszyklen stehen. Der Trend zu stetig steigenden Sauerstoffgehalten wurde während der Eiszeiten unterbrochen, in denen das Tiefenwasser vermutlich reich an zweiwertigem (reduzierten) Eisen, aber arm an Sulfid war. In Neufundland folgen die ersten Fossilien der Ediacara-Fauna in der Drook-Formation unmittelbar auf die Sedimente der Gaskiers-Eiszeit. Es sind die ersten Sedimente, in denen es keine Hinweise auf reduzierende Bedingungen am Ozeangrund mehr gibt. Die Vermutung liegt nahe, dass dieser Zusammenhang nicht zufällig ist. Wahrscheinlich hat die Oxygenierung der Tiefsee den Startschuss für die Ediacara-Fauna gegeben, die zu einem früheren Zeitpunkt deshalb noch nicht entstehen konnte. (Allerdings deuten andere Daten darauf hin, dass zumindest die tieferen Ozeanbecken möglicherweise bis zum Ende des Proterozoikums arm an Sauerstoff blieben.) Zumindest kleine vielzellige Organismen selbst müssen allerdings als Vorläufer auch in diesem Fall schon früher entstanden sein, möglicherweise als Abwehrstrategie gegen neu evolvierte räuberische Protozoen. Fossilien dieser (hypothetischen) Vielzeller sind aber umstritten. Die Entwicklung der Ediacara-Fauna war dabei kein isoliertes Ereignis. Im Ediacarium nahm zum Beispiel auch die Formen- und Artenvielfalt der Acritarcha und der komplexeren, vielzelligen Algen parallel dazu einen ähnlichen Verlauf.
Obwohl die Biodiversität der Gemeinschaften der Ediacara-Fauna an spätere Biozönosen zumindest herangereicht haben könnte, waren ihre Lebensbedingungen vollkommen anders und die ökologische Spezialisierung der unterschiedlichen Arten viel geringer als später im Phanerozoikum. Die Organismen ernährten sich vermutlich in erster Linie von mikrobiellen Matten, die den Ozeanboden weiträumig bedeckten und die sie abweiden oder in denen sie flache Gänge anlegen konnten. Die unbeweglichen, aufrecht stehenden Frondomorphen ohne Hinweis auf Mund oder Darm, oder auch nur Poren und Öffnungen bis hinunter in den Zehntelmillimeter-Bereich, waren vermutlich Osmotrophe, die gelöste organische Substanz direkt aus dem Wasser aufnahmen. (Allerdings gibt es dazu auch alternative Deutungen: Thomas Cavalier-Smith vermutet eine filtrierende Ernährungsweise, bei der die der Ernährung dienenden Zellen (homolog zu den Choanozyten der rezenten Schwämme) auf der Außen- anstelle der Innenseite des Organismus gesessen hätten.) Es gibt weder Hinweise auf Räuber (obwohl einfache räuberische Organismen wie Cnidaria nicht unbedingt Bissspuren hinterlassen müssen) noch auf Filtrierer. Der Ozeanboden war vermutlich vollkommen anders strukturiert als später. Da es auch keine tief grabenden Tiere gab, fand der Abbau organischer Substanz fast vollständig auf der Substratoberfläche statt, hinzu kamen vermutlich Matten und Überzüge aus autotrophen Cyanobakterien. Diese mikrobiellen Matten sind, wo sie heute noch existieren, mechanisch stabil, man kann sie abziehen und zusammenrollen. Der Ozeanboden unterhalb war vermutlich anoxisch. Da es keine filtrierenden Zooplankter gab, sank vermutlich das Phytoplankton extrem langsam ab. Durch die Auslaugung der abgestorbenen Zellen war der Ozean vermutlich gegenüber heute mit gelösten organischen Molekülen angereichert – Nahrungsbasis für die Osmotrophen. Der Lebensraum der Ediacara-Fauna war also für uns möglicherweise genauso unvertraut und exotisch wie seine Bewohner.

## Die Bedeutung der Ediacara-Fauna
Noch vor wenigen Jahrzehnten nahm man an, dass es vielzellige Lebewesen erst seit dem Kambrium vor etwa 542 Millionen Jahren gab, da erst seit dieser Zeit verbreitet Hartteile ausgebildet sind („Kambrische Explosion“). Diese Auffassung wurde mit der Entdeckung der deutlich älteren Ediacara-Biota relativiert. Die Deutung der Ediacara-Fossilien schwankte dann längere Zeit zwischen der Einordnung fast aller Fossilien in rezente Tierstämme oder der Einordnung in ein völlig fremdartiges Reich der „Vendobionten“. Neuere Funde und Erkenntnisse führten zu einer differenzierteren Betrachtung. Dies begann mit der Erkenntnis, dass die „Medusoide“ als häufigste Ediacara-Fossilien nicht, wie bis in die 1990er Jahre angenommen, versteinerte Quallen gewesen sein konnten. Auch die früher vielfach zitierte Ähnlichkeit der Frondomorphen zu den rezenten Seefedern wurde als nur äußerliche Ähnlichkeit entlarvt (Die ältesten eindeutigen Fossilien von Seefedern stammen aus dem Jura, tatsächlich federartige Formen sind noch jünger.) Heute werden die verschiedenen Fossilien meist als zu unterschiedlichen Stammlinien gehörig und nicht zwingend alle gleichartig oder untereinander verwandt betrachtet. Die Entdeckung neuartiger Lagerstätten mit Fossilien des Ediacariums in Kalkgesteinen oder neuer Fossilien wie der rätselhaften Coronacollina acula mit Skelettelementen bereits im Ediacarium zeigen, dass viele bisherige Interpretationen zu eng gefasst waren. Trotz detaillierter, neuer Rekonstruktionen auf Grundlage exzellent erhaltenen Fossilmaterials sind aber die meisten fossilen Vertreter bis heute rätselhaft geblieben. Organismen wie die farnwedelartigen Frondomorphen oder Dickinsonia mit Längen bis in den Meterbereich bei einer Dicke von nur sechs Millimeter entziehen sich bis heute einer befriedigenden Interpretation. Vorschläge, den Begriff „Ediacara-Biota“ womöglich als irreführend ganz fallen zu lassen, sind aber vermutlich verfrüht. Was die Ediacara-Biota wirklich waren, wie sie lebten, warum sie ausstarben und was genau beim Übergang ins Kambrium geschah, sind wissenschaftlich bis heute offene Fragen.

## Forschungsgeschichte
Die Paläontologen und Evolutionsbiologen des 19. Jahrhunderts kannten keine präkambrischen Fossilien. Charles Darwin schrieb in seinem Hauptwerk Über die Entstehung der Arten 1859:

“Consequently, if my theory be true, it is indisputable that before the lowest Silurian stratum was deposited, long periods elapsed, as long, or probably far longer than, the whole interval from the Silurian age to the present day; and that during these vast, yet quite unknown, periods of time, the world swarmed with living creatures.”

„Wenn meine Theorie wahr ist, ist es daher unbestreitbar, dass schon bevor die ältesten silurischen Schichten [diese „silurischen“ Ablagerungen wurden später ins Kambrium datiert] abgelagert wurden, lange Zeiträume verstrichen sein müssen, genauso lang, oder möglicherweise sogar länger als der gesamte Zeitraum vom Silur bis heute; und während all dieser gewaltigen, bisher nahezu unbekannten Zeitepochen war die Welt erfüllt von einem Gewimmel lebender Geschöpfe.“

Geologen wie Charles Lyell nahmen an, alle älteren Ablagerungen wären durch Erosion oder Metamorphose zerstört worden, Charles Walcott schob ihr Fehlen darauf, dass sie in einem (rein hypothetischen) „Lipalischen Ozean“ gelebt hätten, dessen Ablagerungen nicht erhalten wären. Durch problematische Fossilien wie Eozoon und Cryptozoon abgeschreckt (beide später als fehlinterpretiert entlarvt) wagte lange Zeit kein Paläontologe mehr, präkambrische Fossilien zu postulieren. Dementsprechend wurden die Funde rätselhafter Organismen in Neufundland 1868, in Namibia 1933 und in den Ediacara-Hügeln nördlich von Adelaide, Australien 1949 (durch Reginald Claude Sprigg) zunächst ins Kambrium datiert. Dies änderte sich erst, als 1957 der Schüler Roger Mason in Charnwood Forest, England, ein unbekanntes Fossil entdeckte, das später ihm zu Ehren Charnia masoni benannt wurde (erst viel später wurde bekannt, dass die ersten Fossilien hier schon 1848 entdeckt, aber nicht publiziert worden waren). Der englische Geologe Trevor D. Ford konnte 1958 nachweisen, dass die Schichten, in denen Charnia gefunden wurde, älter als die Ablagerungen des Kambrium gewesen waren. Während Ford von fossilierten Algen ausging, nahm der australische Paläontologe Martin Glaessner an, dass es sich um Überreste einer bis dahin unvorstellbar alten Fauna handelte. Da Glaessner nicht nur in akademischen Journalen publizierte, sondern seine Ergebnisse auch in populären Veröffentlichungen vorstellte, wurden die australischen Funde weitaus bekannter als alle anderen. Der zuerst von ihm verwendete Ausdruck Ediacara-Fauna setzte sich durch und wird bis heute weiter verwendet.

## Verbreitung
Ediacara-Biota sind weltweit auf allen Kontinenten (außer Antarktika) gefunden worden. Inzwischen sind mehr als vierzig Fundorte weltweit beschrieben. Die wichtigsten Fossillagerstätten sind die Flinders Range in Australien (mit den namengebenden Ediacara-Hügeln), der Südosten der Insel Neufundland (Kanada), die Küstenregion des Weißen Meeres (Russland) und der Kalahari-Kraton in Namibia. Es werden immer noch neue Fundorte entdeckt, zum Beispiel noch 2014 in Brasilien und China.

## Etymologie
Der Name Ediacara (oder auch Idyacra) stammt von den Ureinwohnern Australiens. Der Name ist schriftlich seit etwa 1859 überliefert, als sich die ersten europäischen Siedler im Gebiet niederließen. Seine Etymologie soll auf einen Ort verweisen, an dem oder nahe bei dem Wasser vorhanden ist bzw. in vergangener Zeit vorhanden war. Für die Fossilgemeinschaft wurde er von dem Paläontologen Martin Glaessner eingeführt. Zahlreiche, insbesondere russische Paläontologen bevorzugten jahrzehntelang stattdessen den Namen „vendische“ Fossilien (nach dem Vendium).